# 林芳仕
林芳仕（1973年6月19日—），出生於台灣南投縣竹山鎮，為台灣鑲嵌及窯燒玻璃藝術家。

## 生平
林芳仕於1991年畢業於國立竹山高中美工科，在1995年起開始從事藝術玻璃製作，妻子陳璐昂是畫家，兩人互相配合把繪畫與玻璃作結合，獨創將油畫與美術色彩融入琉璃中的設計，在玻璃上展現溫暖且多層次的色彩，日月潭涵碧樓也陳列他們的創作，在2006年九月成立芳仕‧璐昂琉璃藝術館，設置採用玻璃屋造型，獨樹一幟，成為竹山鎮醒目的地標。現已被國立台灣工藝研究發展中心選為台灣工藝之家。

## 展演紀錄
- 2004年　南投文化局與（妻）璐昂（金銀相契）琉璃聯展
- 2006年　玉山國家公園管理處（妻）璐昂，玻璃、油畫聯展
- 2007年　欣榮圖書館琉璃光，三人聯展
- 2012年　法國巴黎國際家飾用品展
- 2012年　南投縣政府文化局「旅心砌藝—芳仕璐昂琉璃油彩聯展」
- 2013年　台中中友百貨「情鍾琉璃」琉璃創作展
- 2013年　臺灣國際文化創意產業博覽會
- 2013年　臺灣生活美學設計大展
- 2014年　第七屆海峽兩岸(廈門)文化產業博覽交易會

## 得獎記錄
- 2003年　國立台灣工藝研究所第十屆工藝設計入選
- 2007年　獲選為「行政院文建會台灣工藝之家」
- 2010年　國立竹山高級中學「迎光躍升」公共藝術設置比賽第一名
- 2016年   第九屆海峽兩岸(廈門)文化產業博覽會中華工藝精品獎-金獎(綜合類作品-沁)、銅獎(綜合類作品-憶秋)

## 公共藝術
- 2003年　參與署立彰化醫院公共藝術(彩色鑲嵌玻璃)製作
- 2004年　暨南大學附設高中校園公共藝術創作(琉璃)
- 2005年　參與雲林科技大學、暨南大學校園公共藝術製作
- 2008年　中台禪寺博物館藻井鑲嵌設計製作
- 2009年　南投縣政府文化局文學資料館「卷載宏道」琉璃圍牆裝置藝術
- 2010年　集集鎮公所「花燦盛迎」景觀美化製作
- 2010年　南投縣虎山文學步道「吟詠．迎湧」入口意象創作
- 2010年　南投縣政府文化局文學資料館一樓入口「伴友暢讀」與「層層閱文」琉璃藝術牆面建置
- 2011年　新竹縣芎林鄉芎林國民小學「舞光獻瑞萬花筒」公共藝術製作
- 2012年　南投縣埔里鎮忠孝國民小學「跳躍勝利」公共藝術製作
- 2013年　溪頭明山會館鑲嵌玻璃入口意象製作
- 2014年　小半天風景區景觀牆公共藝術製作
- 2014年　臺灣國際燈會
- 2014年　南投埔里愛蘭派出所「平安.清泉」公共藝術製作
- 2014年　南投埔里鯉潭派出所「鯉魚躍龍門」公共藝術製作
- 2015年　臺灣燈會台中高鐵烏日站「台灣匠首」
- 2016年　南投縣政府警察局草屯分局「脈脈相承」公共藝術製作

## 資料來源
人物專訪 》 台灣工藝之家 林芳仕 （页面存档备份，存于）
芳仕璐昂琉璃藝術館 （页面存档备份，存于）